# Regiunea Otjozondjupa
Otjozondjupa este o regiune a Namibiei a cărei capitală este Otjiwarongo. Are o populație de 135.723 locuitori și o suprafață de 105.327 km2.

## Subdiviziuni
Această regiune este divizată în 9 districte electorale:
- Grootfontein
- Otavi
- Okakarara
- Otjiwarongo
- Okahandja
- Omatako